# Antau
Antau (Kroatisch: Otava) is een gemeente in de Oostenrijkse deelstaat Burgenland, gelegen in het district Mattersburg (MA). De gemeente heeft ongeveer 800 inwoners.

## Geografie
Antau heeft een oppervlakte van 8,74 km². Het ligt in het uiterste oosten van het land.
Antau · Bad Sauerbrunn · Baumgarten · Draßburg · Forchtenstein · Hirm · Krensdorf · Loipersbach · Marz · Mattersburg · Neudörfl · Pöttelsdorf · Pöttsching · Rohrbach bei Mattersburg · Schattendorf · Sieggraben · Sigleß · Wiesen · Zemendorf-Stöttera
- Gemeinsame Normdatei: 4527011-9
- Virtual International Authority File: 236110378